# Nacerdes barbara
Nacerdes barbara là một loài bọ cánh cứng trong họ Oedemeridae. Loài này được Peyerimhoff miêu tả khoa học năm 1918.